# Horn af Åminne
Horn af Åminne är en svensk friherrlig och grevlig ätt. 
Ätten är en huvudgren av Hornätten, en medeltida finländsk frälsesläkt vars första kända medlem var Olof Mattsson till Åminne herrgård i Halikko. Han är känd åren 1381–1415. En av hans söner, Matts Olofsson, var domprost i Uppsala, och en annan, Henrik Olofsson erhöll frälsebrev av Erik XIII (av Pommern) den 12 juli 1407 för sig och sina efterkommande.
Henrik Olofssons sonsons son, befallningsmannen på Reval sedermera riksrådet, amiralen och fältmarskalken på Viborg, Klas Kristersson Horn (född ca 1518 och död 1566), upphöjdes i friherrlig värdighet den 29 juni 1561 vid Erik XIV:s kröning i Uppsala och introducerades mellan 10 mars och 4 april, år 1625 med namnet Horn af Åminne under dåvarande nr 3, nuvarande nr 2, Detta bekräftat genom friherrebrev utfärdat den 8 oktober 1561 i Vadstena av Erik XIV. Under kung Eriks regeringstid upplevde Klas Kristersson stora framgångar som amiral tills han avled den 9 augusti 1566 av pesten.
Denna ätt utgick på svärdssidan den 11 juli 1775. 
Emellertid hade ättlingarna, generallöjtnanten sedermera generalen av Kavalleriet friherre Fredric Horn af Åminne (1725–1796) upphöjts i grevlig värdighet den 12 september 1772 på Stockholms slott av Gustav III. Han introducerades den 20 december 1775 med namnet Horn af Åminne under nummer 92 men denna gren utgick på svärdssidan den 27 april 1899.
Dock hade äldre brodern, generalmajoren friherre Gustav Adolf Horn af Åminne, (1721–1793), upphöjts i grevlig värdighet genom kunglig resolution given den 12 september 1772 på Stockholms slott av Gustav III, varigenom han skulle tillhöra i broderns grevebrev och introduceras under samma nummer. Detta skedde också 20 december 1775 under nummer 92.

## Vapenbeskrivning
Hornvapnet är likt det tidigare tillhörande frälsesläkten vapen som är belagt från ett sigill för Olof Mattson. Namnet Horn är antogs från efter vapenbilden under det efterföljande seklet. Hjälmkronan och färgsättningen av oxhornen i hjälmprydnaden skiljer den adliga och friherrliga ätten åt. Oxhorn är en symbol för styrka som en oxe har.  
Det grevliga vapnet fastställdes efter Gustav III:s statskupp 1772 och är den första i riddarhussalen som innehåller bilder som syftar på denna händelse. Vapnet är fastställd för Fredrik Horn, han själv skrev sig som Friedric. Under Gustav III:s statskupp, även kallad statsvälvningen förde han det högsta befälet efter kungen själv. Någon ändring av ätt namnet gjordes inte efter vid adlandet, Han själv hade önskat att få heta Gustafs vän, vilket kungen inte beviljade baronen.  
Huvudskölden är uppdelad i fyra fält med ett gyllene utböjt kors. Första fälter högst upp på dexter sidan och längst ner på sinister sidan innehåller Gustav III namnchiffer, ett lansikt G med romersk trea (III) med en krönt krona allt i guld i ett blått fält. Det kvarstående fälten innehåller en något böjd vänster arm med en gul kavalleihanske som sträcker upp ett pekfinger i ett rött fält. Armen är ovanför armbågen och omkuten med ett vitt kläde, ett kännetecken för kungens anhängare under statskuppen. Stamhjälmprynaden med oxehornen är utkökad med ett vas av guld som strålar från sig. Vasen var en vapenbild för Vasaätten och vårdas av Gustav III som en svensk kunglig symbol. Vasen kan återfinnas mellan spetsarna i de furstliga kronorna som lät tillverkas år 1771. Hjälmprydnaden på dexter sidan står en trumpet av guld upprätt mellan två fladdrande standar i vinden. Standar på dexter om trumpet är tecknad blå med tre gyllene kronor ur det kungliga vapnet och standar på sinister sidan är i guld och tecknad med stjärntecknet Jungfru vilket är månaden augustis tecken och under stjärntecknet finns de romerska siffrorna XIX. Dessa tecken betyder 19 augusti som var datumet som statskuppen genomfördes. Hjälmprydnaden på sinister består av en man i en generalsuniform som med utdragen värja rider på en svart häst. Hans vänstra arm är knuten med en vitt kläde. Sköldenhållarna som står med tillbakaseende huvuden är en gyllene grip och en svart häst som står på en grönskande mark.

## Blasonering
| ” | En Skjöld, genom ett Gyllende utbögt Korsz fördeld i Fyra Fäldt, och mitt uppå Korszet en Hjertskiöld, hwaruti förekommer Thras gamla Friherrliga Stamwapn, ett Swart på Yttra Kanten liggande Krumt Horn i gyllende Fäldt. Utaf Fördelningarne i Grefwe Wapnet är then Första och Fjerde Blå hwarutinnan Wj efterlåte them att föra Wårt Namns Chifre Nämligen ett Latinskt G, och theruti ett Romerskt III af Guld, Krönt med en Gyllende Kongelig Crona. I thet Andra och Tredje Fäldtet, som begge äro Röda, förekommer en Blå till Höger wänd och något bögd Wänster Arm, omknuten ofwan för Armbogen med ett Hwitt Kläde, warandes Handen Klädd med en Köller-färgad Cavallerie Handske, och icke mer än främsta Fingret theraf utsträckt. Ofwan på Skjölden ses Trenne Öpna och med Grefwelige Cronor af Guld Krönte Torner Hjelmar. Uppå then Medlersta Hjelm Cronan ses Twenne Swarta, uprätt stående Naturligt bögde Horn, och theremellan en stående och Strålar från sig kastande Wase af Guld. Utur then Högra Hjelm Cronan upräcker Twenne blåsande Estandar, thet Högra Blått tecknat med Trenne Gyllende Cronor, och thet Wänstra af Guld, hwaruppå ses Augusti Månads Teckn np och therunder ett Romerskt XIX, och emellen begge thesze Estandar ses en uprätt stående Trompet af Guld. Uppå then Wänstra Hjelm Cronan åter ses en i Generals Uniform uppå en Swart Häst ridande Man, till Höger wänd, med Utdragen Wärja, Warandes thesz wänstra Arm omknuten med ett Hwitt Kläde. Skjöldhållare äro, till Höger en Gyllende Grip med utsträckte wingar och Tunga, samt till Wänster en Swart Häst, begge tilbaka seende och upreste, ståndande, likasom Skjölden, uppå en Grönskande Marck. Aldeles som thet i thetta Wårt gifna Bref med sina rätta Färgor afmålat och afritat är. | „ |
| – Grevebrevet i original, RHA. Transkription: Göran Mörner, 2016-12-18 & Karin Borgkvist Ljung, 2017-11-24. | |   |

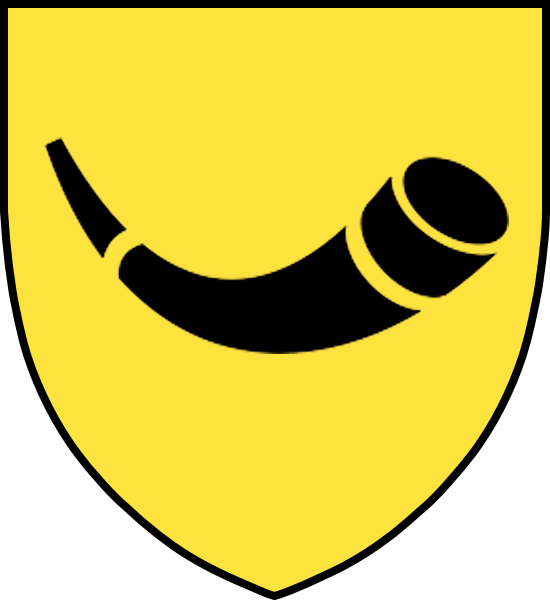
Sköldmärke.

## Några personer ur släkten Horn af Åminne
- Klas Kristersson Horn af Åminne (1518–1566) - Friherre till Åminne 1561.
  - Krister Klasson Horn af Åminne (1554–1612) - "d.ä"
    - Gustaf Horn (1601–1639)
    - Klas Kristersson Horn
      - Krister Klasson Horn af Åminne (1622–1692) - "d.y"
      - Bengt Horn af Åminne (1623–1678)
        - Christer Horn af Åminne (död 1746)
          - Catarina Ebba Horn af Åminne (1720–1782) - Fredrik I:s älskarinna
          - Gustaf Adolf Horn af Åminne (1721–1793) - Upphöjd till greve 1772 - se nedan
            - Gustaf Adolf Horn af Åminne (1754–1816)
              - Gustaf Adolf Horn af Åminne (1786–1855)
              - Arvid Sigismund Horn af Åminne (1795–1862) 
                - Arvid Gustaf Sigismund Horn af Åminne (1841–1922)
                  - Gustaf Arvid Otto Claës Horn af Åminne (1871–1945)
                    - Christer Arvid Alexander Gustafsson Horn af Åminne (1906–1966)

            - Claes Horn (1755–1823), greve, generallöjtnant, en av rikets herrar.

          - Fredric Horn af Åminne (1725–1796) - Upphöjd till greve med brodern 1772 - se nedan 
            - Clas Fredrik Horn af Åminne (1763–1823) Huvudsta (Gustav III-komplott) 
              - Clas Fredrik Horn af Åminne (1791–1865) - Landshövding

Grevliga ätten Horn af Åminne fortlever och förekommer i Sveriges Adels Kalender 2004 med stammen Arvid Gustaf Sigismund Horn af Åminne (död 1922).
Hans söner är:
- (A) Gustaf Horn af Åminne (1871–1945), kammarherre.
- (B) Henric Horn af Åminne (1880–1947), ryttmästare.
- En större mängd avkomlingar till (A) och (B). Några ur släkten äger Ulfåsa i Östergötland.

## Historiska egendomsinnehav
- Bergshyttans stångjärnsbruk
- Gammelbo gård, Ramsberg.  (Fanthyttans säteri), omkr 1590–1689
- Grönbo bruk
- Hägernäs bruk
- Hesselby
- Nyhammars stångjärnsbruk
- Sundbo bruk